# Petracca (cognome)
Petracca è un cognome di lingua italiana.

## Varianti
Petrachi.

## Origine e diffusione
Cognome tipicamente centro-meridionale, è presente prevalentemente nel Salento, vibonese, avellinese, foggiano e potentino.
Potrebbe derivare dal cognome greco Petrakis.
In Italia conta circa 1021 presenze.
La variante Petrachi è leccese.

## Persone
- Angelo Petracca – carabiniere italiano
- Orazio Maria Petracca – politologo, docente e giornalista italiano